# Mistrzostwa Świata Strongman 1983
Mistrzostwa Świata Strongman 1983 – doroczne, indywidualne zawody siłaczy.
WYNIKI ZAWODÓW:

Data: 1983 r.

Miejsce: Christchurch  Nowa Zelandia
| Miejsce | Zawodnik            | Kraj              | Punkty |
| ------- | ------------------- | ----------------- | ------ |
| 1.      | Geoff Capes         | Anglia            | 49,5   |
| 2.      | Jón Páll Sigmarsson | Islandia          | 48     |
| 3.      | Simon Wulfse        | Holandia          | 47     |
| 4.      | Tom Magee           | Kanada            | 38,5   |
| 5.      | John Gamble         | Stany Zjednoczone | 32,5   |
| 6.      | Chris Okonkwo       | Nigeria           | 25,5   |
| 7.      | Doyle Kenady        | Stany Zjednoczone | 24     |
| 8.      | Allen Gallberg      | Kanada            | 22     |